# Awithlaknannai
 (septembre 2019).
 (septembre 2021).
Si vous disposez d'ouvrages ou d'articles de référence ou si vous connaissez des sites web de qualité traitant du thème abordé ici, merci de compléter l'article en donnant les références utiles à sa vérifiabilité et en les liant à la section « Notes et références ».

Plateau et position initiale de l’Awithlaknannai Mosona (dans certaines variantes, les trois rangées sont reliées).

Awithlaknannai (litt. serpents combattants) est le nom de deux jeux de stratégie à deux joueurs (ne différant que par la taille du plateau), de la famille de l'alquerque, joués traditionnellement par les Zuñis.

## Historique
Awithlaknannai Mosona et Awithlaknannai Kolowis sont deux jeux traditionnels chez les Zuñis, une des tribus pueblos qui occupaient autrefois le Nouveau-Mexique et l’Arizona. On ignore leur âge exact : dans la description qu’en donne en 1907 Stewart Cullin dans son livre consacré aux jeux des Indiens d'Amérique, il indique que les Zuñis auraient adapté aux règles de l'alquerque un jeu mexicain analogue à des jeux de chasse européens (en). Dans ces jeux, l’un des camps a typiquement moins de pièces, mais elles sont plus puissantes ; les Zuñis auraient rendu le jeu symétrique.
Stewart Culin ne donne pas de description complète des règles, et d’autres sources semblent s’être inspirées de son livre pour en proposer. On ignore en particulier si les captures sont obligatoires et si les captures multiples sont possibles, mais la description faite par Culin des premiers coups laisse penser que c’est bien le cas.

## Règles

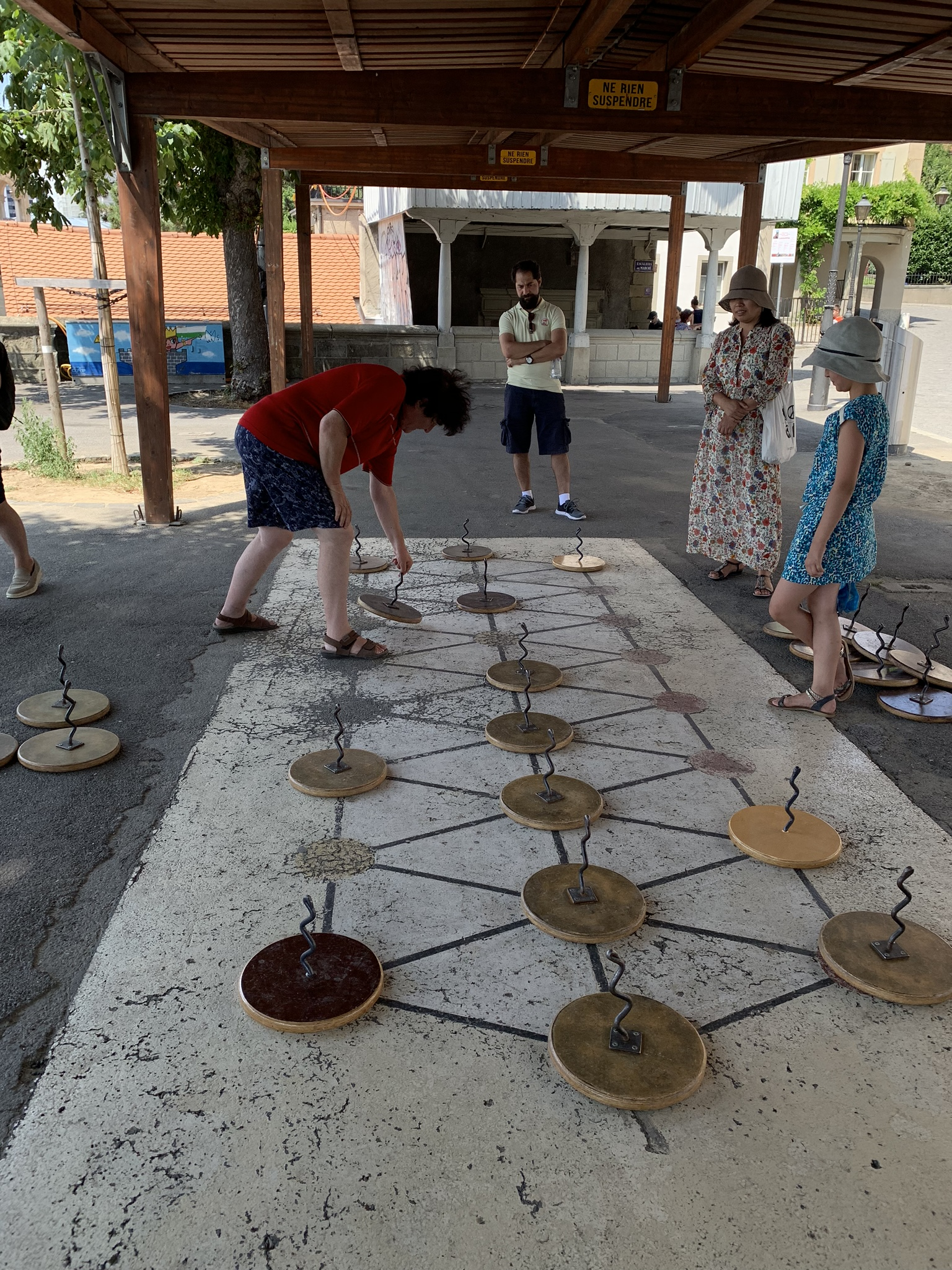
Joueurs d’Awithlaknannai sur un plateau géant à Lausanne.

### Objectif
Le but du joueur est de capturer toutes les pièces de son adversaire. Si aucune capture n’est plus possible, la partie est gagnée par le joueur ayant le plus de pièces.

### Équipement
Le jeu se joue sur les intersections d’une grille formée de deux rangées de triangles, avec des pions blancs et noirs semblables à ceux des dames ou de l’alquerque. Les deux jeux ne diffèrent que par la taille, avec respectivement 25 intersections pour Mosona et 49 pour Kolowis (deux versions existent pour Mosona, peut-être en raison du manque de clarté des diagrammes de Culin). La configuration est la même, simplement plus allongée. Le plateau est au départ complètement rempli symétriquement, à l'exception de  l’intersection centrale ; chaque joueur a donc 12 pièces dans la version Mosona et 24 dans la version Kolowis.

### Règles détaillées
1. Les joueurs décident des couleurs et du trait (commencer semble être légèrement désavantageux).
2. Chaque coup est constitué d’un déplacement d’un pion vers une intersection libre adjacente, ou d’une capture.
3. Une capture s’effectue en sautant au dessus d’une pièce ennemie adjacente, pour aller sur une intersection vide adjacente à cette pièce (non nécessairement en ligne). Les captures sont obligatoires, et les captures multiples sont possibles (et obligatoires également).
4. La partie s’arrête lorsque toutes les pièces d’un joueur sont capturées, ou que plus aucune capture n’est possible. Dans ce dernier cas, le gagnant est celui à qui il reste le plus de pièces.